# Eta Herculis
Eta Herculis (η Her) – gwiazda w gwiazdozbiorze Herkulesa. Znajduje się około 109 lat świetlnych od Słońca.

## Charakterystyka
Eta Herculis jest żółtym olbrzymem należącym do typu widmowego G8. Jego jasność jest 50 razy większa niż jasność Słońca, a temperatura jest równa 4900 K. interferometryczny pomiar średnicy kątowej pozwala stwierdzić, że gwiazda ma 9,5 raza większy promień niż Słońce. Obliczona masa jest 2,3 raza większa niż masa Słońca, gwiazda ma około miliarda lat, rozpoczęła życie jako biała gwiazda typu widmowego A0 podobna do Wegi. Ma dość niską metaliczność, tylko 60% słonecznej.
Gwiazda ma dwie optyczne towarzyszki, Eta Herculis B i C. Bliższa z nich, składnik C, ma wielkość gwiazdową 13,94m i znajduje się 82,7 sekundy kątowej od olbrzyma (pomiar z 2006 r.). Składnik B ma wielkość 11,72m i w 2013 roku był odległy o 116,7″. Gdyby był związany grawitacyjnie z olbrzymem, musiałby być czerwonym karłem oddalonym o co najmniej 4000 au; w ciągu 125 lat obserwacji odległość między gwiazdami wzrosła jednak na tyle, że uważa się go raczej za niezwiązany obiekt tła.